# Observatorio del Instituto de Profesores Artigas
El Observatorio Astronómico del Instituto de Profesores Artigas se encuentra en el barrio La Aguada en Montevideo, en la parte superior del edificio del Instituto de Profesores Artigas (IPA), institución perteneciente al Consejo de Formación en Educación, encargada de impartir formación docente. 

## Descripción
Situación geográfica del Observatorio, realizada por el Prof. Cnel Ivho Acuña (docente de Astronomía y de Cartografía en Secundaria y Formación Docente, integrante de la Sociedad Uruguaya de Astronomía y exdirector del Servicio Geográfico Militar):
Latitud geográfica: -34º 53´ 37´´ +/- 0,5’’
Longitud geográfica: 56º 11´20´´ +/- 0,5´´ W.

## Historia
El Observatorio astronómico fue inaugurado el 9 de enero de 1976 en el local donde entonces funcionaba el Instituto Femenino (Instituto Batlle y Ordóñez), dirigido entonces por la profesora Alicia Goyena. Es el segundo observatorio astronómico en La Aguada, ya que el primero fue inaugurado en los años treinta, en el edificio del Colegio Sagrada Familia. 
El telescopio fue adquirido a fines de la década del 60 con el esfuerzo económico de las alumnas del entonces Instituto Femenino lideradas y estimuladas por la profesora Gladys Vergara que ejercía la docencia en Astronomía en el IBO, quien luego de no poder ejercer la docencia en Secundaria por mucho tiempo, se reintegra como Directora del Observatorio Astronómico de Montevideo ubicado en el IAVA y siguió desempeñándose como Profesora Agregada del Instituto de Agrimensura de la Facultad de Ingeniería.
La construcción del observatorio y el montaje del instrumento se hizo posible gracias a la acción del Comité Nacional de Astronomía, el apoyo económico del Ministerio de Educación y Cultura y técnica de la entonces Universidad del Trabajo del Uruguay.
En su inauguración asistieron representantes del Ministerio de Educación y Cultura, del Comité Nacional de Astronomía, el profesor Carlos Etchecopar, en ese momento como director del Observatorio de Montevideo, la ingeniera Lilián Pérez,  directora de Catastro, el coronel Leonardo Pastorino y otras autoridades de Secundaria, como la inspectora de química Sara Satanoff,  el inspector de astronomía, y las autoridades del Instituto Batlle y Ordoñez.   

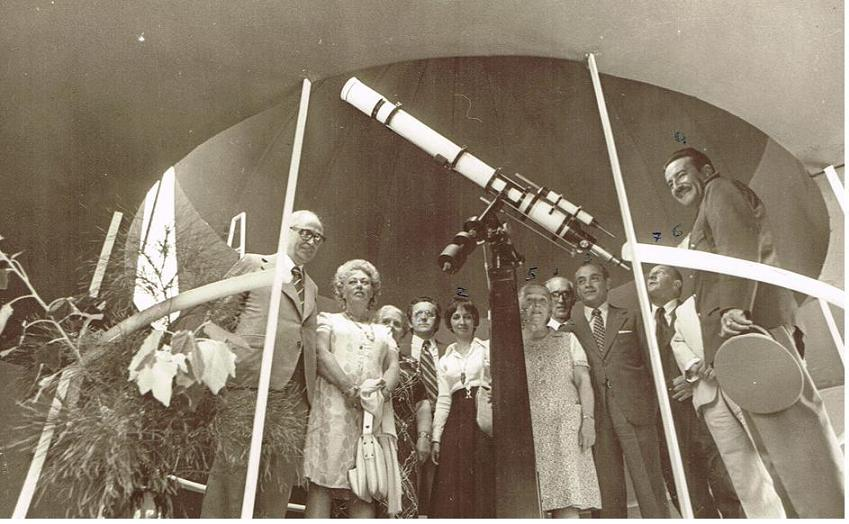
Inauguración del Observatorio,9 de enero de 1976

El único orador en la ocasión fue el Prof. Carlos Etchecopar, quien expresó: “La era del espacio ya nos alcanza muy de cerca. Toca a las autoridades de la enseñanza preparar a los jóvenes para la época que les corresponderá vivir, y a ello se encuentran abocadas”.
En 1977 el edificio fue adquirido por el entonces Consejo Nacional de Educación y el Instituto Batlle y Ordóñez se trasladaría al Prado, instalándose en el edificio de la Aguada  el Instituto Nacional de Docencia, conformado por el Instituto Normal N°1, el Instituto Magisterial Superior y el Instituto de Profesores Artigas, siendo este último, quien a partir del año 1985, se instala definitivamente en el edificio.   

## Personal a cargo
| Titular                       | Cargo              | Periodo     |
| ----------------------------- | ------------------ | ----------- |
| Profesora Olga Gatto          | Directora interina | 1976-1777   |
| Profesora Julia Barceló       | Directora interina | 1977-1978   |
| Profesora Elina Cardozo       | Directora interina | 1978- 1982  |
| Profesora Gloria Terzano      | Directora interina | 1982- 1990  |
| Profeso Gerardo Pacheco       | Director interino  | 1990- 1994  |
| Profesora Reina Pintos Ganón  | Director           | 1994 - 2006 |
| Licenciado Sebastián Bruzzone | Director interino  | 2012-2013   |
| Alberto Ceretta               | Director interino  | 2013        |

## Instrumentos del observatorio
Originalmente contaba con un telescopio refractor de las siguientes características:
- Refractor de 4 pulgadas de marca Unitron (de procedencia norteamericana) y lente Seiko.
- Abertura: 102 mm
- Distancia focal: 1500 mm
- Razón focal: f/15
- Poder separador: 1.1´´
- Montura: ecuatorial de tipo alemán, con pie de metal fijo.
- Caja de oculares con 6 oculares de distinta distancia focal: 25, 18, 12.5, 9, 7 y 6 mm para aumentos de 60, 83, 120,  167, 214 y 250 respectivamente.
- Anteojos auxiliares:

- - Astrográfico, para fotografía astronómica con ocular reticulado y 78 aumentos.
  - Buscador, para el calado fácil del astro mediante un ocular reticulado de poco aumento (10 X) y amplio campo visual.

- Mecanismo de relojería con pesas para seguir el movimiento general diurno.

Este telescopio se encontraba fijo en una plataforma bajo cúpula de metal en el edificio original. Luego de la ampliación del edificio, en el año 2007-2008 el espacio fue remodelado y el telescopio removido, significando la desaparición de algunas piezas, instrumentos auxiliares y la caja de oculares. Estos elementos posteriormente serían recuperados y devueltos a Secundaria, quien los mantendría  en el Observatorio de Montevideo, donde se le realizaron ajustes y tareas de mantenimiento para su posible ubicación en el actual edificio del Instituto Batlle y Ordóñez, cuando este cuente con un lugar apropiado. 
En el año 2009, con la reapertura del observatorio u coincidiendo con el Año Internacional de la Astronomía se adquirió y colocó un moderno telescopio reflector, Meade, modelo LX90.

## Actividades desarrolladas
El Observatorio tuvo en principio como objetivo brindar un servicio de carácter zonal, es decir atender las clases prácticas de los liceos de educación media de las inmediaciones. Luego el servicio se vio ampliado atendiendo un mayor número de liceos junto a los observatorios ya existentes en Montevideo, como el Observatorio de Montevideo y del Instituto Dámaso Antonio Larrañaga, así como también de instituciones privadas habilitados por Secundaria y el Liceo Militar. También realizan allí su práctica los estudiantes de profesorado del IPA y concurren asiduamente estudiantes de las diversas especialidades del IPA y de Magisterio a realizar observaciones y solicitar material. Asimismo se atienden escuelas del Consejo de Educación Inicial y Primaria y colegios privados o a aficionados y público en general en ocasión de eventos importantes.
Su campo de acción cubre las áreas formativa, informativa y cultural.
En el año 2012 se realizó una retrasmisión de la Observación del tránsito de Venus delante del disco solar y en el año 2013 se realizó el seguimiento de la ocultación de un asteroide que culminó con la publicación de un artículo en la revista Nature.
En el mes de febrero de 2013 se dictaron cursos abiertos a todo público sobre el uso del telescopio y sobre el procesamiento de imágenes astronómicas.